# Sony Entertainment Television
Sony Entertainment Television, SET, és un canal de televisió d'entreteniment que emet sèries i pel·lícules pertanyent a Sony Pictures Entertainment.